# Еріх Гекер
Еріх Геккер (нім. Erich Haeker; 30 червня 1886, Бісмаркгеге, Західна Пруссія — 27 квітня 1958, Любек) — німецький офіцер-підводник, контрадмірал крігсмаріне.

## Біографія
1 квітня 1906 року вступив у кайзерліхмаріне. Учасник Першої світової війни. З серпня 1914 року — вахтовий офіцер підводного човна U-6. В січні-квітні 1915 року вивчав будову UB-6. З 8 квітня по 12 листопада 1915 року — командир UB-6. З грудня 1915 по грудень 1916 року — інструктор відділу підводних човнів і командир U-1. З 22 січня по 23 вересня 1917 року — командир UC-79. Всього за час бойових дій потопив 9 кораблів загальною водотоннажністю 6 201 брт, захопив як трофеї 14 кораблів (10 961 брт) і пошкодив 1 корабель (57 брт). З жовтня 1917 по листопад 1918 року служив в штабі командувача підводними човнами у Фландрії.
Після демобілізації армії залишений в рейхсмаріне. З 15 травня 1919 по 19 лютого 1920 року — командир крейсера «Аркона». 30 вересня 1934 року вийшов у відставку. 15 січня 1935 року повернувся на службу і призначений економічним офіцером ВМС в економічну інспекцію 6-го військового округу. З 1 березня 1937 року — консультант відділу оборони ОКМ. З 28 березня 1938 року — командир військового району Свінемюнде. З 22 липня 1940 року — директор відділу спорядження і навігації військових верфей Вільгельмсгафена. З 28 травня 1942 року — головний директор верфей Миколаєва. З 24 серпня 1942 року — знову директор відділу спорядження і навігації військових верфей Вільгельмсгафена. 18 жовтня 1944 року переданий в розпорядження головнокомандувача ВМС на Північному морі, а 31 січня 1945 року звільнений у відставку.

## Звання
- Морський кадет (1 квітня 1906)
- Фенріх-цур-зее (6 квітня 1907)
- Лейтенант-цур-зее (30 вересня 1909)
- Оберлейтенант-цур-зее (19 вересня 1912)
- Капітан-лейтенант (19 вересня 1916)
- Корветтен-капітан (1 квітня 1925)
- Фрегаттен-капітан (1 червня 1930)
- Капітан-цур-зее (1 жовтня 1932)
- Капітан-цур-зее земельної оборони (15 січня 1935)
- Капітан-цур-зее служби комплектування (5 березня 1935)
- Капітан-цур-зее (20 квітня 1941)
- Контрадмірал (1 лютого 1942)

## Нагороди
- Залізний хрест
  - 2-го класу (січень 1915)
  - 1-го класу (червень 1915)
- Галліполійська зірка (Османська імперія; жовтень 1917)
- Військовий Хрест Фрідріха-Августа (Ольденбург) 2-го і 1-го класу (29 грудня 1917) — отримав 2 нагороди одночасно.
- Нагрудний знак підводника (1918)
- Фландрійський хрест із застібкою «Морська війна»
- Почесний хрест ветерана війни з мечами
- Медаль «За вислугу років у Вермахті» 4-го, 3-го, 2-го і 1-го класу (25 років; 2 жовтня 1936) — отримав 4 нагороди одночасно.
- Хрест Воєнних заслуг
  - 2-го класу з мечами (18 грудня 1940)
  - 1-го класу з мечами (30 січня 1943)